# Krzysztof Mieszkowski

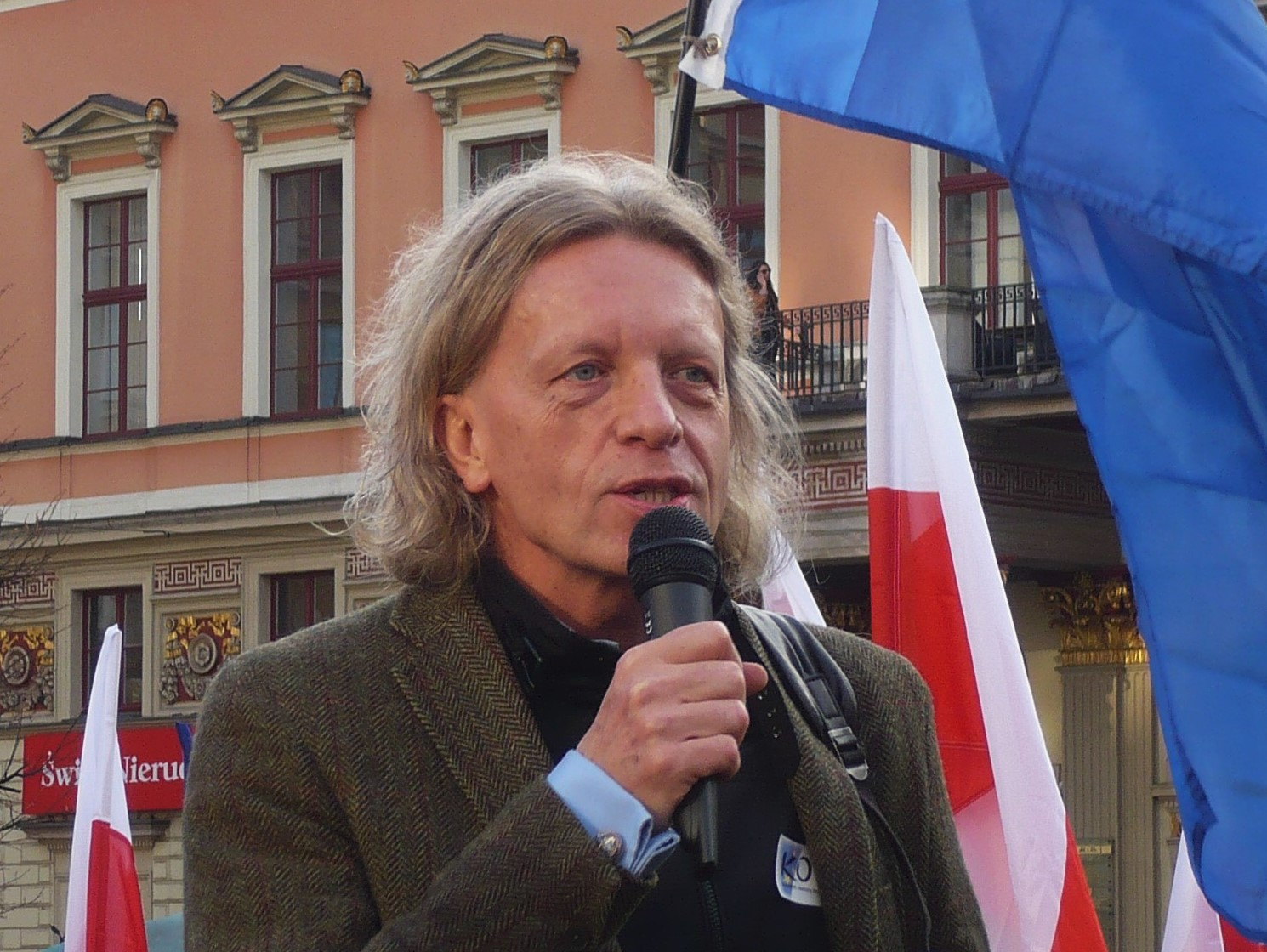
Krzysztof Mieszkowski (2015)

Krzysztof Mieszkowski (ur. 19 maja 1956 w Głogowie) – polski krytyk teatralny, dziennikarz i polityk. Założyciel i redaktor naczelny kwartalnika „Notatnik Teatralny”, w latach 2006–2016 dyrektor Teatru Polskiego we Wrocławiu, poseł na Sejm VIII, IX i X kadencji.

## Życiorys
Absolwent XIV Liceum Ogólnokształcącego we Wrocławiu. Studiował następnie kulturoznawstwo w Instytucie Kulturoznawstwa na Wydziale Nauk Historycznych i Pedagogicznych Uniwersytetu Wrocławskiego; studiów nie ukończył. W latach 70. brał udział w offowym ruchu teatralnym. Jako krytyk teatralny debiutował w miesięczniku „Scena” pod koniec tej dekady. W latach 80. współpracował z różnymi czasopismami, między innymi „Obecnością”, „Iglicą” i „CDN”. Był członkiem Rady Kultury przy Regionalnej Komisji Wykonawczej NSZZ „Solidarność” Dolnego Śląska. Był również recenzentem teatralnym Radia Wrocław. Publikował teksty o teatrze w „Słowie Polskim”, „Gazecie Wyborczej”, „Polityce”, „Teatrze” i „Didaskaliach”.
W 1991 założył poświęcony sztuce teatru kwartalnik „Notatnik Teatralny”. W jego ramach wydano ilustrowane zeszyty poświęcone dorobkowi polskich twórców teatralnych, a także problematykom tej działalności twórczej. Czasopismo założone przez Krzysztofa Mieszkowskiego otrzymało Nagrodę Prezydenta Wrocławia (1993) i Nagrodę Miasta Wrocławia (2001).
Równolegle z wydawaniem pisma Krzysztof Mieszkowski prowadził w PRW program Radiowy Notatnik Teatralny. Dla TVP1 stworzył Szkice o teatrze. W latach 1993–1994 był kierownikiem literackim Teatru Polskiego we Wrocławiu, w okresie 1995–2001 w TVP2 przygotowywał i prowadził autorski program Magazyn teatralny. W latach 2001–2003 prowadził dział kultury i reportażu w Polskim Radiu Wrocław. Współpracował również z radiową Trójką i Dwójką oraz z TVP Wrocław, w której w latach 1999–2000 był odpowiedzialny za Teatr Telewizji.
Dla TVP Polonia stworzył cykl Spotkania na Świebodzkim, pomyślany jako prezentacja ludzi kultury i sztuki. Był również członkiem rady programowej Teatru Telewizji. Jako juror uczestniczył w festiwalach teatralnych w Polsce, między innymi na Międzynarodowym Festiwalu Teatralnym „Bez Granic” w Cieszynie, Kaliskich Spotkaniach Teatralnych, Opolskich Konfrontacjach Teatralnych „Klasyka Polska”, Przeglądzie Teatrów Małych Form „Kontrapunkt” w Szczecinie oraz Festiwalu Szkół Teatralnych w Łodzi. Wykładał w Podyplomowym Studiu Reżyserskim przy Państwowej Wyższej Szkole Teatralnej we Wrocławiu.
We wrześniu 2006 został dyrektorem Teatru Polskiego we Wrocławiu, stanowisko to zajmował przez dziesięć lat. W czasie jego kierownictwa przygotowano premiery takich spektakli jak Sprawa Dantona i Utwór o Matce i Ojczyźnie Jana Klaty, Smycz Natalii Korczakowskiej, Hamlet Moniki Pęcikiewicz, Tęczowa Trybuna 2012 i Courtney Love Moniki Strzępki, Dziady Michała Zadary czy Wycinka Holzfällen Krystiana Lupy. Zajął się także prowadzeniem debat w ramach „Magla teatralnego”, organizowanego w cyklu wydarzeń kulturalnych „Czynne poniedziałki”. Stanowisko dyrektora Teatru Polskiego we Wrocławiu zajmował do 2016.
We wrześniu 2015 został zarejestrowany jako lider listy wyborczej partii Nowoczesna Ryszarda Petru w wyborach parlamentarnych w okręgu wrocławskim. Uzyskał mandat posła na Sejm VIII kadencji z wynikiem 24 525 głosów. W Sejmie został wiceprzewodniczącym Komisji Kultury i Środków Przekazu. W styczniu 2018, wraz z Joanną Scheuring-Wielgus oraz Joanną Schmidt, czasowo zawiesił swoje członkostwo w klubie poselskim Nowoczesnej, gdy dziesięcioro posłów partii nie wzięło udziału w głosowaniu nad skierowaniem do komisji sejmowej obywatelskiego projektu liberalizującego przepisy aborcyjne. Wszyscy troje przywrócili pełne członkostwo w klubie 2 lutego. Kandydował bez powodzenia w wyborach do Parlamentu Europejskiego w 2019. W wyborach krajowych w tym samym roku z powodzeniem ubiegał się natomiast o poselską reelekcję z ramienia Koalicji Obywatelskiej, otrzymując 13 814 głosów. W 2023 nie został wybrany do Sejmu kolejnej kadencji. 26 czerwca 2024 objął mandat posła X kadencji, zastępując wybranego do Parlamentu Europejskiego Bogdana Zdrojewskiego.

## Życie prywatne
Z aktorką Ewą Skibińską ma córkę Helenę. Później jego partnerką została artystka Karolina Jaklewicz.

## Wyniki wyborcze
| Wybory | Komitet wyborczy | Komitet wyborczy     | Organ                            | Okręg | Wynik          |
| ------ | ---------------- | -------------------- | -------------------------------- | ----- | -------------- |
| 2015   |                  | Nowoczesna           | Sejm VIII kadencji               | nr 3  | 24 525 (4,69%) |
| 2019   |                  | Koalicja Europejska  | Parlament Europejski IX kadencji | nr 12 | 19 838 (1,52%) |
| 2019   |                  | Koalicja Obywatelska | Sejm IX kadencji                 | nr 3  | 13 814 (2,11%) |
| 2023   | Sejm X kadencji  | Koalicja Obywatelska | 7031 (0,91%)                     | nr 3  |                |

## Odznaczenia
- Srebrny Medal „Zasłużony Kulturze Gloria Artis” (2014)[22]